# Ganga

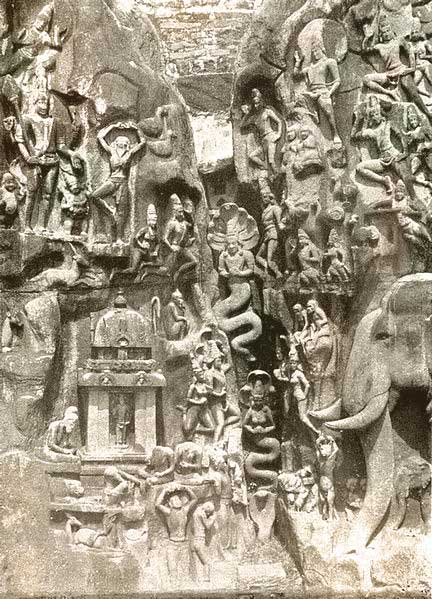
Relief aus Mahabalipuram, Darstellung der Herabkunft der Ganga

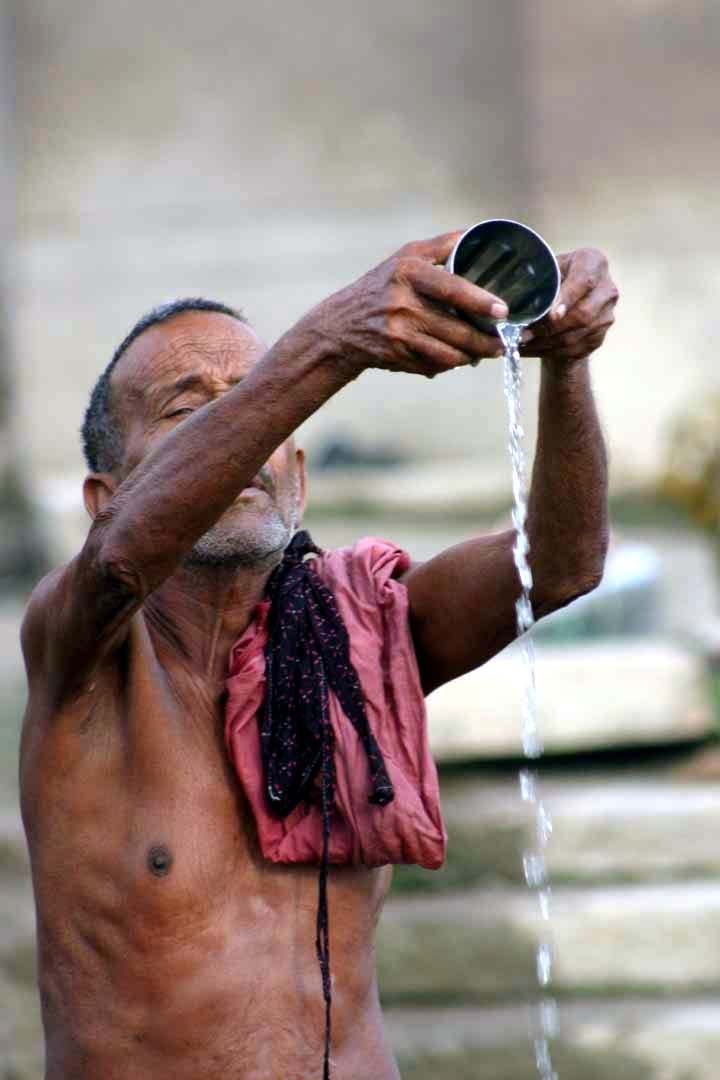
Beim Gebet im Ganges

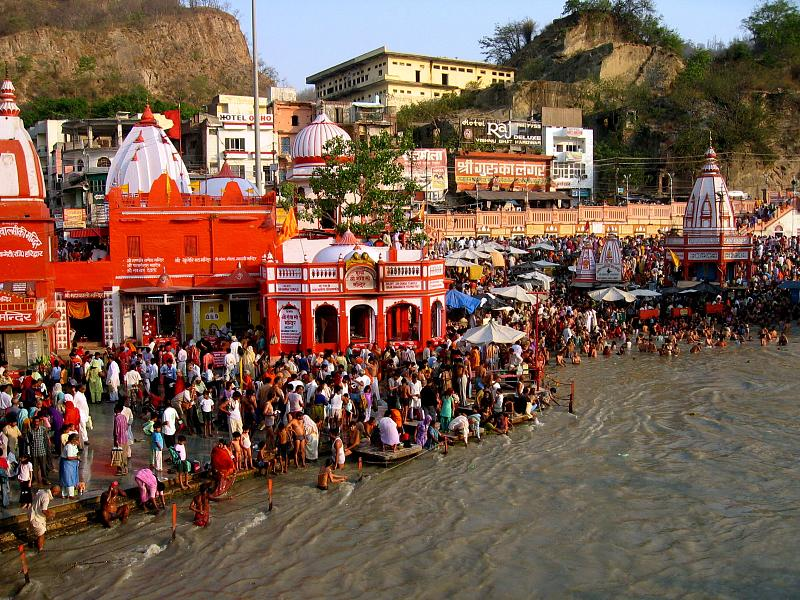
Gangesfest in Haridwar

Ganga (Sanskrit, f.,गंगा, gaṅgā), der indische Name für den Fluss Ganges, ist auch der Name einer Göttin des Hinduismus. Sie wird häufig als ‚Mutter Ganga‘ bezeichnet.

## Mythos
Der wichtigsten Überlieferung zufolge ist Ganga die Tochter des Himavat, der Personifizierung des Himalaya-Gebirges, und der Mena und somit eine Schwester Parvatis. Manchmal gilt sie auch als Mutter von Skanda/Karttikeya, der normalerweise eher ihrer Schwester zugeordnet wird. In einer anderen Quelle entspringt sie den Füßen Vishnus und trägt den Beinamen Vishnupadi.
Ganga findet sich in zahlreichen Legenden aus der Mythologie des Hinduismus; die bekannteste ist diejenige von ihrer Herabkunft (Gangadhara-Murti): Der Weise (rishi) Kapila hatte die Söhne des Königs Sagara wegen ihrer schlechten Verhaltensweisen durch einen Glutstrahl aus seinen Augen zu Asche verbrannt. Einem Verwandten des Königs hatte Kapila anvertraut, das erlösende Totenritual für die Söhne könne nur mit Hilfe der als Milchstraße am Himmel fließenden Ganga vollzogen werden. Jedoch wurde erst drei Generationen später mit Bhagiratha jemand geboren, der imstande sein sollte, Ganga vom Himmel zu holen. Er brachte Ganga an die Stelle, wo seine toten Vorfahren lagen, und ihr heiliges Wasser erlöste sie. Bhagiratha gelang es nach vielen Jahren der Askese, so viel innere Kraft und Verdienste anzusammeln, dass die Göttin vor ihm erschien. Sie warnte jedoch davor, sie auf die Erde zu holen – ihre herabstürzenden Wassermassen würden die Erde zerschmettern. Allein Shiva sei in der Lage, die Wasser sanft aufzufangen. Tausend Jahre trieb Bhagiratha am heiligen Berg Kailash Askese, bis Shiva seine Hilfe zusagte. Als die Wassermassen herabstürzten, bremste der Gott den Aufprall mit seinen Haaren und ließ den Schwall über seine langen Flechten in sieben Strömen auf die Erde laufen. Indien besitzt seitdem sieben heilige Flüsse. Die Ganga ist der heiligste dieser Flüsse und fließt – nachdem sie zusammen mit Yamuna den Norden Indiens bewässert hat – im Golf von Bengalen in den Indischen Ozean. Da Bhagiratha sie nach der Legende einst zur Erde brachte, heißt Ganga auch Bhagirathi, von Sanskrit भगीरथ bhagīratha. Als Erinnerung daran gibt es jedes Jahr ein großes Pilgerfest, die Sagar-Mela.

## Bedeutung im Hinduismus
Ganga gilt Hindus nicht nur als heilig, sondern ist die lebendige Wasserform der Göttin – der Fluss selbst ist ihre Personifizierung. Mehr als alles Andere verkörpert er Reinheit, und dementsprechend dient Gangeswasser in vielen Riten zur materiellen und spirituellen Reinigung. Zudem soll er auch von den Sünden (Karma) befreien. Für jede Puja, den hinduistischen Gottesdienst, ist es als ‚Weihwasser‘ unerlässlich. Gläubige Hindus haben oft einen kleinen Vorrat im Haus, selbst wenn sie vom Fluss weit entfernt leben. Manchmal wird ein wenig Gangeswasser, welches in einem Bronzekrug von einer Pilgerreise mitgebracht wurde, während einer Zeremonie in den örtlichen Brunnen, Stufenbrunnen und/oder in den Tempelteich gegossen, die somit an der Heiligkeit der Ganga teilhaben.
Millionen von Pilgern besuchen das ganze Jahr hindurch unzählige große und kleine Wallfahrtsorte entlang den Ufern; mindestens einmal im Leben möchten viele Gläubige rituell in die heiligen Fluten tauchen. Für die eigene Familie und die Nachbarn nimmt man das kostbare Nass dann in Flaschen mit nach Hause. Viele versprechen sich davon sogar Heilung, indem sie es wie ein Medikament nehmen, und manche Homöopathen nutzen es als Basis für ihre Medizin.
Trotz der extremen Verschmutzung des Flusses ist die Bedeutung als heiliges Gewässer ungebrochen; viele Hindus vertrauen weiter Gangas unendlicher Reinigungskraft. Auch wenn aufgrund der Verschmutzung Skepsis angebracht ist, werden immer wieder sowohl chemische als auch biologische Phänomene angebracht, die den Strom als etwas Besonderes ausweisen sollen: So soll er im Vergleich zu anderen Gewässern über eine dreifache Selbstreinigungskraft verfügen.
Die Bedeutung der Ganga für Hindus ist im folgenden Gebet aus dem Epos Ramayana ersichtlich:
O Mutter Ganga!
Du bist der Halsschmuck auf dem Kleid der Erde.
Du bist es, durch die man den Himmel erreicht.
O Bhagirathi! Ich bitte dich, möge mein Körper vergehen,
nachdem er an Deinen Ufern gelebt und dein reines Wasser getrunken hat;
nachdem ihn Deine Wellen geschaukelt und er Deines Namens gedacht hat.

## Darstellungen
Darstellungen von Ganga und Yamuna (Gottheit) sind seit der Gupta-Zeit bekannt; sie werden nahezu immer in einem gemeinsamen Kontext – wenn auch nicht unmittelbar nebeneinander – dargestellt. Sie sind ein beliebtes Motiv an Tempelportalen, wo sie ursprünglich an den beiden Enden von Türstürzen, später dann an der Basis der seitlichen Türpfosten als attraktive Frauengestalten gezeigt werden. In dieser Position haben sie sowohl eine glückverheißende, segenspendende und von Sünden reinigende als auch eine unheilabwehrende (apotropäische) Funktion. Sie werden oft begleitet von Dienerinnen und Wächtern; gemäß der textlichen Überlieferung sollten beide jeweils einen Krug oder eine Vase (kalasha) in Händen halten, die jedoch oft abgebrochen sind. Gangas Reittier (vahana) ist meist ein Seeungeheuer (makara) oder ein Fisch (matsya).
Bildhafte Darstellungen der beiden Göttinnen Ganga und Yamuna finden sich manchmal auch an Eingängen buddhistischer Tempel.

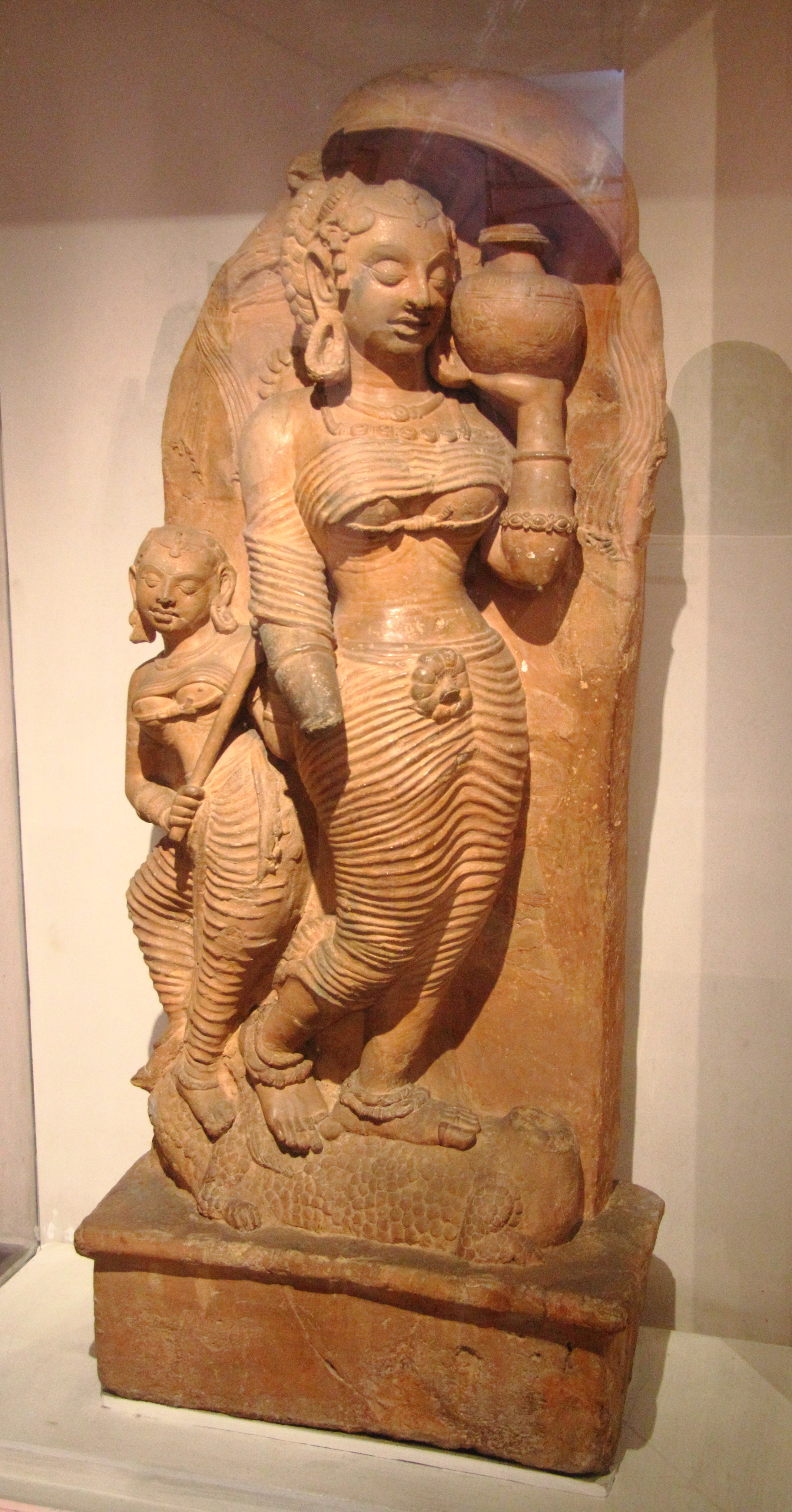
Ganga aus Terracotta, Delhi, Nationalmuseum (5. Jh. n. Chr.)
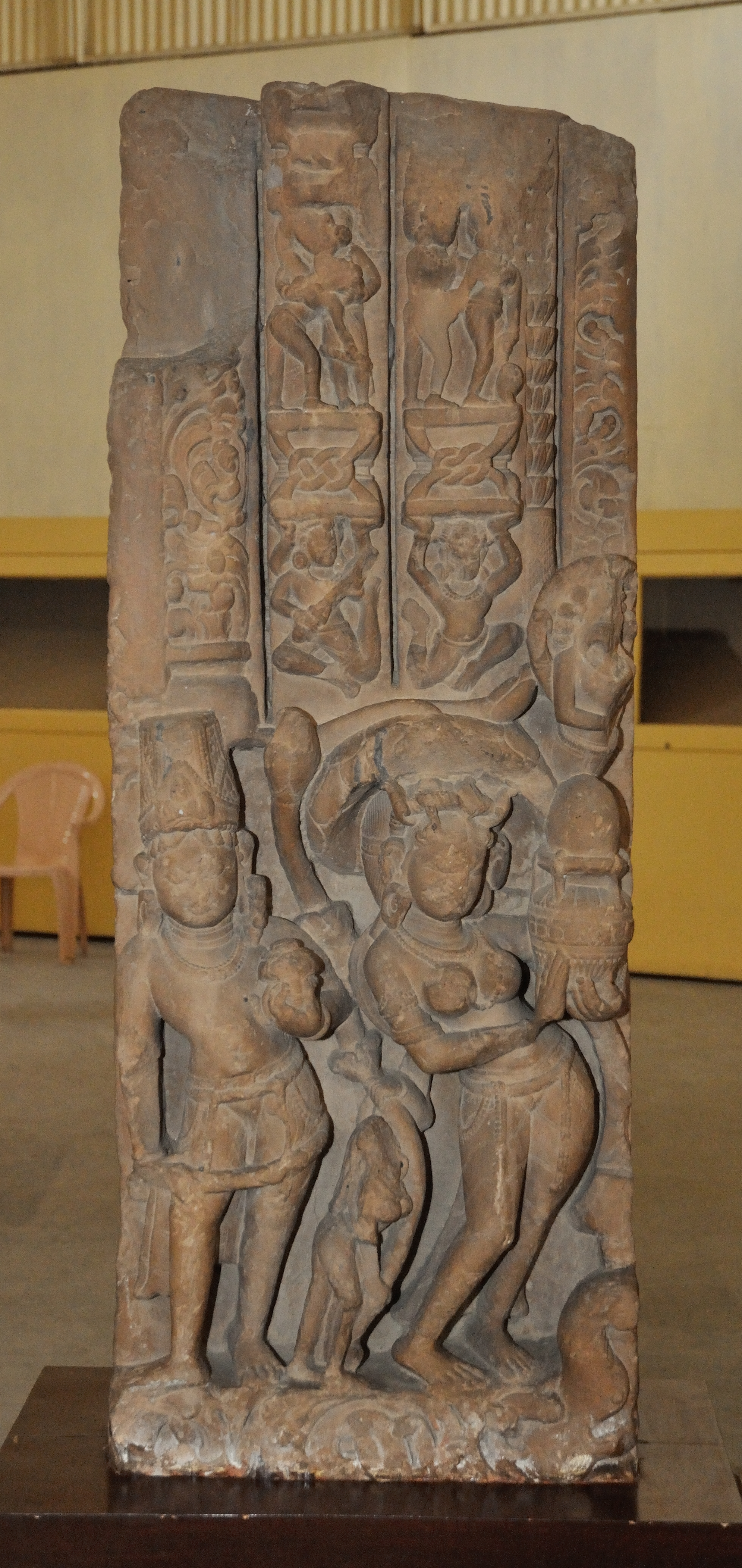
Ganga, Mathura, Government Museum, (um 700)
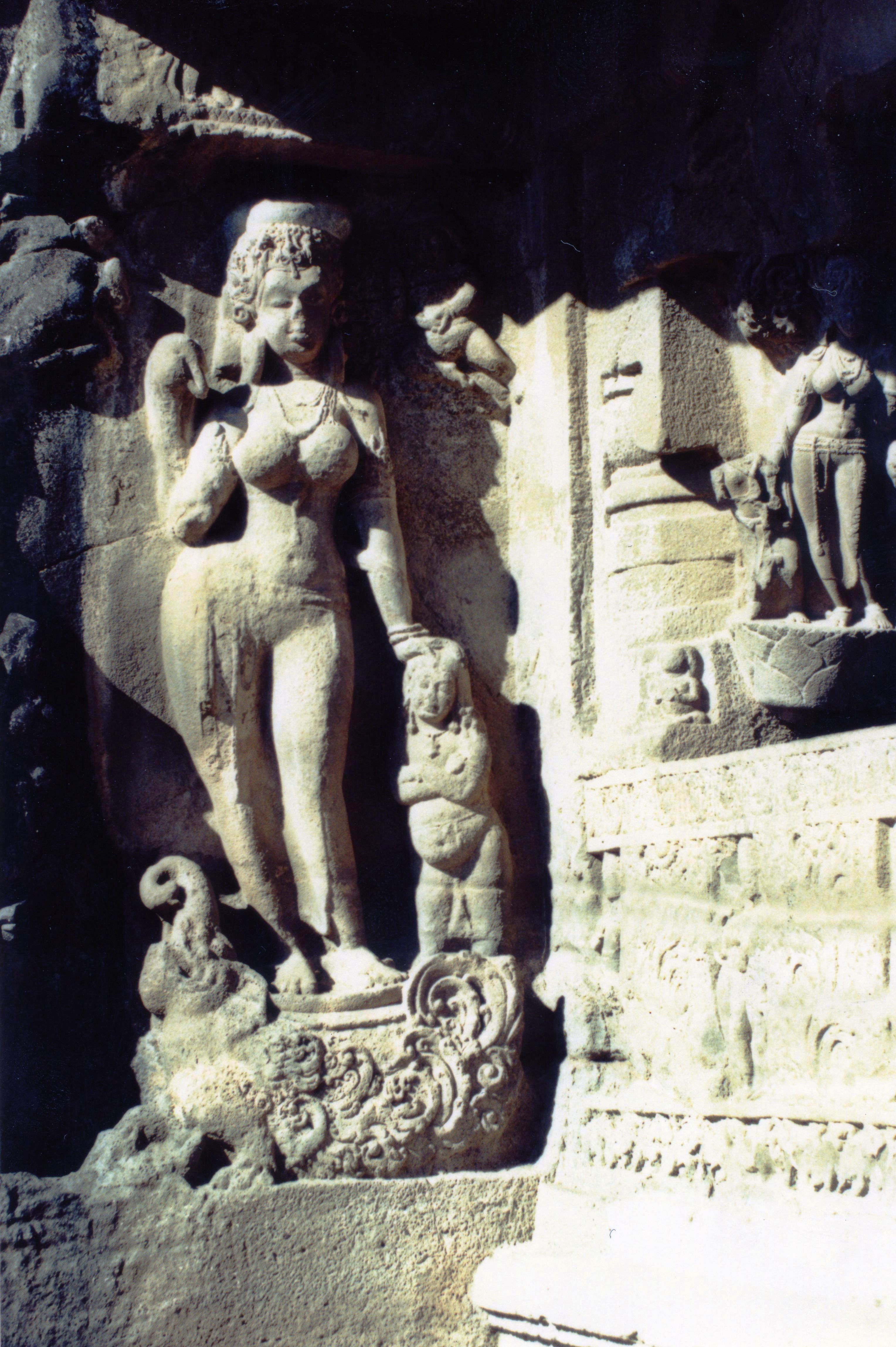
Ganga, Ellora (um 800)
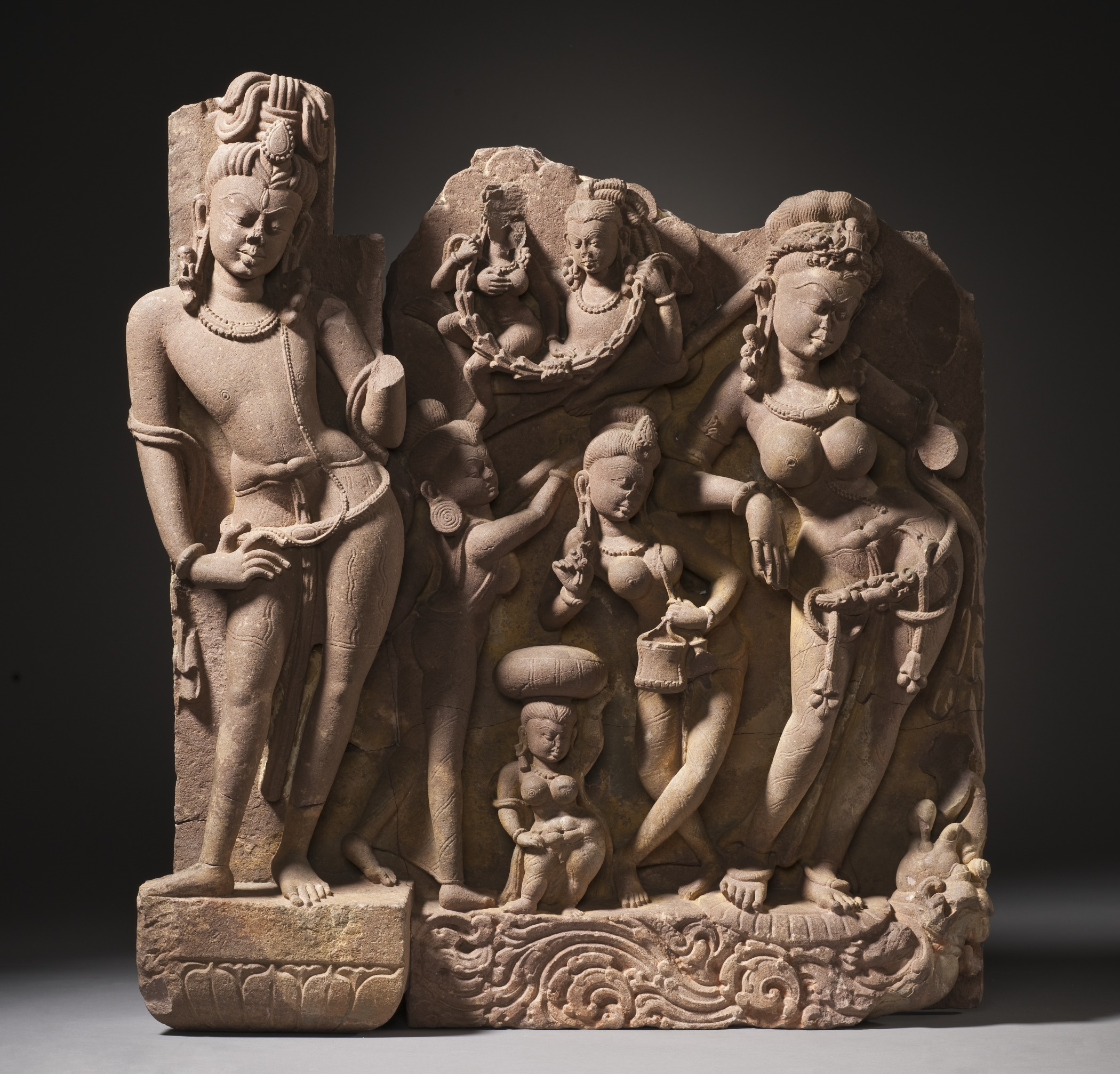
Ganga mit Begleitfiguren, LACMA (um 800)
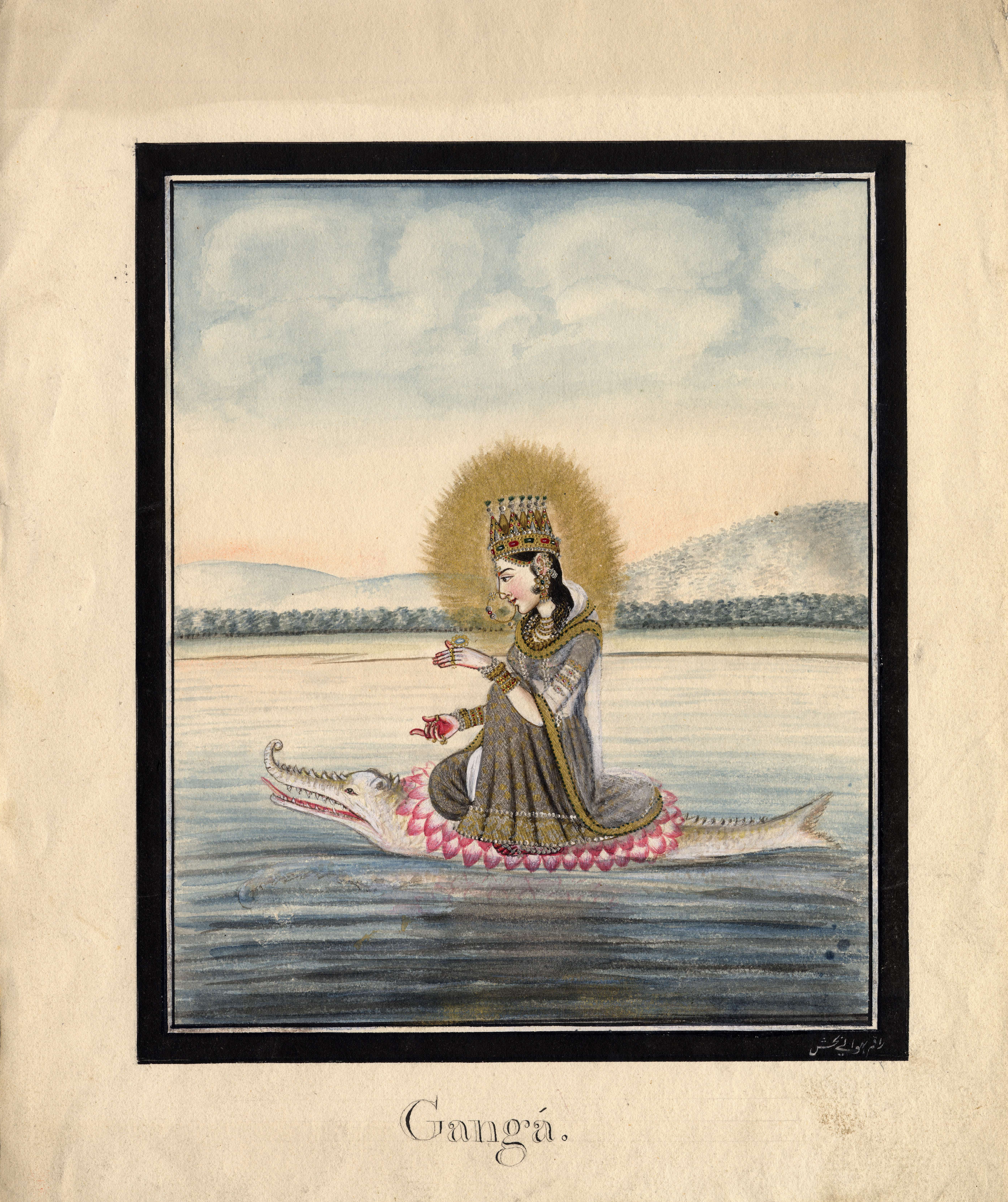
Ganga, Aquarell, British Museum (19. Jh.)